# Ширинский-Шихматов, Василий Владимирович
Князь Василий Владимирович Ширинский-Шихматов(1822—1884) — русский морской офицер, контр-адмирал (1873). Участник Крымской войны. 

## Биография
Происходил из старинного княжеского рода Ширинские-Шихматовы. Родился 13 (25) апреля 1822 года в семье князя Владимира Александровича Ширинского-Шихматова (ок. 1790 — 1860), женатого на Варваре Дмитриевне Тырковой — сестре А. Д. Тыркова. Брат отца — Платон Александрович Ширинский-Шихматов. 
В 1830 году был помещён кадетом в морскую роту Александровского корпуса; 5 апреля 1834 года переведён в Морской кадетский корпус. Произведённый 8 января 1838 года в гардемарины, он течение двух лет плавал на Балтийском море, а после производства 21 декабря 1839 года в мичманы, был переведён в Черноморский флот; 5 апреля 1845 года был произведён в лейтенанты; 3 февраля 1854 года — в капитан-лейтенанты.
При начале Крымской кампании он находился на Севастопольском рейде на бриге «Язон» и после высадки неприятеля у Севастополя вошёл в состав гарнизона осаждённого города. Вместе с командами бригов «Язон» и «Эней» он участвовал в Альминском сражении; затем командовал полевым люнетом на северной стороне. За отличия был награждён орденами: Св. Станислава 2-й степени с мечами, Св. Анны 2-й степени с императорской короной и мечами и Св. Владимира 4-й степени с бантом. Раненый 29 марта 1855 года на третьем бастионе в голову и контуженный осколком бомбы в спину, он был вынужден оставить Севастополь и 18 июня 1856 года был прикомандирован к Морскому корпусу для заведования юнкерскими классами. Служил при корпусе более пятнадцати лет; был произведён в капитаны 2-го ранга (1 января 1862), в капитаны 1-го ранга (1 января 1866), в контр-адмиралы с увольнением от службы (1 января 1873).
Скончался 5 (17) декабря 1884 года.

## Семья
Был женат на дочери генерал-майора Николая Григорьевича Бухарина (1790 – до 1856), Софье Николаевне. Их дети:
- Мария (16.11.1856—?), замужем за Матвеем Ермолаевичем Ивановым
- Пётр (09.01.1858—?)
- Елена (20.05.1859—?)
- Александр (28.09.1861—?).